# 10125 Stenkyrka
10125 Stenkyrka è un asteroide della fascia principale. Scoperto nel 1993, presenta un'orbita caratterizzata da un semiasse maggiore pari a 2,1871610 UA e da un'eccentricità di 0,1810095, inclinata di 4,81885° rispetto all'eclittica.